# Дубровина, Ирина Владимировна
Ири́на Влади́мировна Дубро́вина (род. 6 июня 1935, Москва) — советский и российский психолог, специалист по возрастной психологии. Доктор психологических наук, профессор, действительный член РАО (1999), заслуженный деятель науки Российской Федерации (2006). Главный научный сотрудник лаборатории научных основ детской практической психологии Психологического института РАО. Профессор кафедры педагогической психологии факультета образования Московского государственного психолого-педагогического университета.

## Биография
Родилась 6 июня 1935 года в Москве.
В 1958 году окончила факультет русского языка, литературы и истории МГПИ имении В. П. Потёмкина.
В 1958—1963 годах работала учителем русского языка в школе. В 1963 году поступила в аспирантуру Института психологии АПН РСФСР.
В 1967 году защитила кандидатскую диссертацию «Анализ компонентов математических способностей в младшем школьном возрасте».
С 1966 года работает в Институте психологии АПН. В 1976 г. — в должности заведующей лабораторией психологии формирования личности. В 1978—1993 годы была заместителем директора по научной работе.
В 1988 году защитила докторскую диссертацию «Теоретические основы и прикладные аспекты развития школьной психологической службы».
В 1992—2008 годах заведовала лабораторией научных основ детской практической психологии ПИ РАО.

## Награды
- Медаль К. Д. Ушинского (1995)[3].
- Премия Президента Российской Федерации в области образования за 1996[4].

## Научная деятельность
Основная область научных интересов — проблемы генезиса возрастных и индивидуальных особенностей школьников.
В ее работах впервые стал предметом систематизированного научного исследования переходный период от подросткового к юношескому возрасту. Анализировалось развитие познавательной сферы, самосознания и другие аспекты личности.
И.В. Дубровина руководила изучением особенностей психического развития детей, воспитывающихся вне семьи, в результате чего были выявлены причины особого типа личности детей в интернатах. Выступала одним из инициаторов внедрения школьной психологической службы. Руководила разработкой «Положения о психологической службе образования» и Положений о центрах психологических служб. Исследуя проблему психологического благополучия школьников, исследователь пришла к выводу, что психологическое здоровье возникает не само по себе, а является результатом обучения и воспитания детей и школьников на каждом этапе личностного развития. Психологическое здоровье взрослеющего человека связано с характером и уровнем его психического развития, а также с его психологической грамотностью и психологической культурой.

## Основные работы
- Особенности обучения и психического развития школьников 13-17 лет / под ред. И. В. Дубровиной, Б. С. Кругловой. М.: Педагогика, 1988. 190, [2] с.
- Формирование личности старшеклассника / под ред. И. В. Дубровиной. М.: Педагогика, 1989. 169 с.
- Психическое развитие воспитанников детского дома / под ред. И. В. Дубровиной, А. Г. Рузской. М.: Педагогика, 1990. 264 с.
- Школьная психологическая служба: вопросы теории и практики. М.: Педагогика, 1991. 230 с.
- Формирование личности в онтогенезе: Сб. науч. тр. памяти Л. И. Божович / под ред. И. В. Дубровиной. М.: АПН СССР, 1991. 159 с.
- Рабочая книга школьного психолога / под ред. И. В. Дубровиной. М.: Просвещение, 1991. 303 с.
- Психическое здоровье детей и подростков в контексте психологической службы / под ред. И. В. Дубровиной. М.: Федерал. ин-т социол. образования, 1994. 87 с.
- Младший школьник: Развитие познавательных способностей: Пособие для учителя / под ред. И. В. Дубровиной. М.: Просвещение, 2003. 206, [1] с.
- Практическая психология образования: учебное пособие / под ред. И. В. Дубровиной. СПб.: Питер, 2004. 592 с.
- Психология: учебное пособие / И. В. Дубровина, Е. Е. Данилова, А. М. Прихожан. М.: Академия, 2004. 460, [1] с.
- Практическая психология в лабиринтах современного образования. М.: Московский психолого-социальный ун-т : Изд. дом РАО, 2014. 455 с.
- Психологическое благополучие школьников в системе современного образования: учебное пособие. СПб.: Нестор-История, 2016. 180 с.[5]

## Критика
Диссернет выявил признаки неэтичной научной деятельности